# Macrozamia moorei
Macrozamia moorei — вид голонасінних рослин класу саговникоподібні (Cycadopsida).
Етимологія: вшанування ботаніка Чарльза Мура (Charles E. Moore, 1820-1905), директора Королівського ботанічного саду Сіднея (1848-1896), і визначного дослідника роду Macrozamia в 1850-х роках.

## Опис
Рослини деревовиді, стовбур 2–7 м заввишки, 50–80 см діаметром. Листя 100—120 корони, від темно-зеленого до сіро-зеленого кольору, напівглянсові, завдовжки 10–250 см, з 120—220 листовими фрагментами; хребет не спірально закручений; черешок завдовжки 2–10 см, прямий. Листові фрагменти прості; середні — завдовжки 200—350 мм, 5–10 мм завширшки. Пилкові шишки веретеновиді, 30–45 см завдовжки, 10–19 см діаметром. Насіннєві шишки яйцюваті, завдовжки 40–80 см, 14–19 см діаметром. Насіння яйцеподібне, 40–60 мм завдовжки, 30–40 мм завширшки; саркотеста червона.

## Поширення, екологія
Країни поширення: Австралія (Квінсленд). Росте на висотах від 300 до 500 м над рівнем моря. Рослини ростуть на невисоких пагорбах, у сухих склерофітних лісах, рідколіссях, а також в долинах і укосах скельних ущелин на дрібних скелетних ґрунтах.

## Загрози та охорона
Рослинам загрожує втрата середовища існування, яка призвела до того, що багато рослин знищується. Деякі з них були видалені в рамках рятувальних операцій. Рослини зустрічаються в англ. Springsure National Park, Carnarvon National Park, Expedition National Park. 